# Điện mặt trời Long Thành
Điện mặt trời Long Thành là dự án điện mặt trời xây dựng trên vùng đất xã Cư M'Lan huyện Ea Súp tỉnh Đắk Lắk, Việt Nam 
Điện mặt trời Long Thành giai đoạn 1 có công suất lắp máy 10 MWp, đã hoàn thành tháng 5/2019, sản lượng điện gần 20 triệu kWh/năm 
Giai đoạn 2 và 3 của dự án dự kiến có công suất lắp máy khoảng 120 MW, trên diện tích hoạt động khoảng 200 ha.